# Jegor Vlastov
Jegor Ivanovitj Vlastov (ryska: Егор Иванович Властов), född som Georgios Vlastos 1769 i Konstantinopel, död 29 januari 1837 i Sjuja, var en rysk militär.

## Biografi

### Uppväxt
Jegor Ivanovitj Vlastov blev som föräldralöst grekiskt barn fångad under den ryska flottans skärgårdsexpedition 1770–1774. Vlastov fick som andra grekiska barn en utbildning i syfte att forma lojala tjänstemän för en ny bysantinsk stat som Katarina II skulle bilda. Dock lades detta ned.

### Militära karriär
Vlastov inledde sin militära bana 1790 som sekundlöjtnant vid ett estländskt jägarregemente. Under Gustav III:s ryska krig var han med om slaget vid Svensksund, i vilket han lyckades fly i en roddbåt efter att de ryska styrkorna blivit krossade. Han deltog med utmärkelse i kriget mot Polen-Litauen, särskilt då han beslagtog två broar i slaget vid Zelwa, samt senare under Kościuszko-upproret. Han överfördes sedan till Sankt Petersburgs grenadjärregemente och bildade 1806 det 24:e jägarregementet. Som befälhavare för denna enhet deltog han i slagen vid Pułtusk, Eylau, Heilsberg och blev därefter befordrad till överste. Vlastov deltog återigen med utmärkelse i finska kriget 1808–1809. Där vann han en avgörande seger i slaget vid Karstula, i vilket han visade stort mod och belönades efteråt med Sankt Georgsorden. Vlastov förde även befäl under Napoleons ryska fälttåg, där han särskilt utmärkte sig i slaget vid Berezina. Han var sedan med i sjätte koalitionskriget, under vilket han tilldelades Sankt Vladimirs orden efter slaget vid Leipzig och blev generallöjtnant efter slaget vid Paris. Av samtida som kände honom beskrivs Vlastov som "kort och särskilt bra på hästryggen i stridens hetta". Han stannade i armén fram till sin död.